# Friedrich Benjamin Osiander
Friedrich Benjamin Osiander (Zell unter Aichelberg, 9 febbraio 1759 – Gottinga, 25 maggio 1822) è stato un medico tedesco, noto per aver inventato le pinze di trazione uterina.

## Biografia
Era il padre dell'ostretico Johann Friedrich Osiander. Studiò medicina presso l'Università di Tubinga, e dopo la laurea (1779), si stabilì come medico di famiglia a Kirchheim unter Teck. Nel 1792 divenne professore associato di ostetricia presso l'Università di Gottinga.

## Opere principali
- Lehrbuch der Hebammenkunst : sowohl zum Unterricht angehender Hebammen als zum Lesebuch für jede Mutter, 1796.
- Neue Denkwürdigkeiten für Aerzte und Geburtshelfer, 1797.
- Handbuch der Entbindungskunst, 1818.[2]